# 1207 Ostenia
Ostenia (asteróide 1207) é um asteróide da cintura principal com um diâmetro de 22,93 quilómetros, a 2,7482305 UA. Possui uma excentricidade de 0,0899329 e um período orbital de 1 916,75 dias (5,25 anos).
Ostenia tem uma velocidade orbital média de 17,13968615 km/s e uma inclinação de 10,36761º.
Esse asteróide foi descoberto em 15 de Novembro de 1931 por Karl Reinmuth.